# 大唐環境產業
大唐環境產業集團股份有限公司，簡稱大唐環境產業集團以及大唐環境產業（英語：Datang Environment Industry Group Co., Ltd.，港交所：1272），在1984年，由當時南京設計院，設立前身「南京東南動力工程開發公司」。
2011年，由中國大唐集團收購後更名「中国大唐集团环境技术有限公司」；2013年更名「大唐科技产业有限公司」，其同年更名「大唐科技产业集团有限公司」，業務在中國內地經營研发、设计、产品、投资、运营、以环保设施特许经营等。
在2016年11月15日於港交所上市（集資額為25.6億港元，全球招股為3.55至4.74港元，全球股份發售為5.4億H股，其中安邦、中國誠通、中國人壽及三峽資本為主要基礎投資者，而最後集資額為19億港元）前，2016年11月7日，則被綠色和平國際組織發表有關「煤電行業正在萎縮」，顯示得對這個行業將會面對嚴峻考驗。

## 外部連結
- cdt-kjcy.com （页面存档备份，存于）